# Putsch in Mali 1991
Beim Putsch in Mali am 26. März 1991 wurde der langjährige malische Präsident Moussa Traoré gestürzt und damit auch das Ende der zweiten malischen Republik besiegelt.
Dem Putsch gingen Jahre wirtschaftlicher Probleme voraus, die teils aus der Zeit Keitas vor 1968 stammten und mit der Ölkrise und den daraus resultierenden Wirtschaftsproblemen einhergingen. Ende der 1980er Jahre entstand in Mali eine Art unabhängige, aus privater Hand betriebener Presse, welche Traoré mit dem rumänischen Diktator Nicolae Ceaușescu verglich und die wirtschaftliche Situation im Land anprangerte. Mitte 1990 wurde der offene Brief an den Präsidenten der Republik veröffentlicht, der ein Mehrparteiensystem und eine Konferenz mit allen politisch organisierten Akteuren verlangte. Das Regime verhielt sich anfangs zaghaft nach der Gründung neuer politischer Organisationen, ließ dann jedoch im Januar 1991 erstmals auf Demonstranten schießen. Die UNTM, die von der Regierung gegründete Gewerkschaft, brach öffentlich mit der Regierung, als es im Land einen Generalstreik gab.
Die kommenende Elite forderte, der Staat solle für die Einheit der Nation sorgen und die bedrohliche Tuareg-Rebellion (1991–1995) und die Korruption beenden.
Massendemonstrationen, die mehr Demokratie verlangten, wurden von der Armée de terre blutig niedergeschlagen. Dabei sollen zwischen 180 und 300 Tote gezählt worden sein. Oberstleutnant Amadou Toumani Touré putschte gegen Traoré, der zusammen mit seinen Ministern (siehe Kabinett Traoré) und seiner Frau verhaftet wurde. Beim Putsch kamen 59 Menschen ums Leben, darunter zwei Unterstützer Traorés, die verbrannten. Die UDMP, die Partei Traroés, wurde aufgelöst und verboten. Touré wurde zum Übergangspräsidenten ernannt und organisierte zusammen mit dem Übergangskomitee zur Rettung des Volkes die ersten Wahlen für den Nationalrat.
Wirtschaftlich wurde der Putsch als positives Beispiel hervorgehoben. So war in den neun Jahren vor dem Putsch durchschnittlich ein negatives Wachstum gemessen worden, während in den neun Jahren nach dem Putsch durchschnittlich ein positives Wachstum stattfand. Damit konnte die Theorie, dass ein Wechsel von einer autokratischen zu einer demokratischen Herrschaftsform mit einer Schwächung der Wirtschaft einhergehe, widerlegt werden.